# Hungaroring
Hungaroring je 4,381 km dlouhý závodní okruh v obci Mogyoród v Maďarsku, kde se od roku 1986 koná Grand Prix Maďarska šampionátu Formule 1. V roce 1986 se na okruhu konala první Grand Prix za železnou oponou. Bernie Ecclestone chtěl původně uspořádat závod v USSR, jeho maďarský přítel mu ale doporučil Budapešť. Dle původního plánu měl vzniknout nedaleko města Népliget městský okruh podobný okruhu v Monaku, vláda ale rozhodla o vybudování okruhu mimo město u dálnice. Stavba byla zahájena 1. října 1985 a hotovo bylo během 8 měsíců, což je nejkratší doba stavby okruhu Formule 1. První závod se uskutečnil 24. března 1986.

## Formule 1
| No. | Rok  | Jezdec             | Konstruktér | Motor      | Pneu | Čas           | Délka kola | Počet kol | Rychlost     | Datum        |
| --- | ---- | ------------------ | ----------- | ---------- | ---- | ------------- | ---------- | --------- | ------------ | ------------ |
| 1   | 1986 | Nelson Piquet      | Williams    | Honda      | G    | 2:00:34,508 h | 4,014 km   | 76        | 151,804 km/h | 10. srpen    |
| 2   | 1987 | Nelson Piquet      | Williams    | Honda      | G    | 1:59:26,793 h | 4,014 km   | 76        | 153,239 km/h | 9. srpen     |
| 3   | 1988 | Ayrton Senna       | McLaren     | Honda      | G    | 1:57:47,081 h | 4,014 km   | 76        | 155,401 km/h | 7. srpen     |
| 4   | 1989 | Nigel Mansell      | Ferrari     | Ferrari    | G    | 1:49:38,650 h | 3,968 km   | 77        | 167,197 km/h | 13. srpen    |
| 5   | 1990 | Thierry Boutsen    | Williams    | Renault    | G    | 1:49:30,597 h | 3,968 km   | 77        | 167,402 km/h | 12. srpen    |
| 6   | 1991 | Ayrton Senna       | McLaren     | Honda      | G    | 1:49:12,796 h | 3,968 km   | 77        | 167,857 km/h | 11. srpen    |
| 7   | 1992 | Ayrton Senna       | McLaren     | Honda      | G    | 1:46:19,216 h | 3,968 km   | 77        | 172,424 km/h | 16. srpen    |
| 8   | 1993 | Damon Hill         | Williams    | Renault    | G    | 1:47:39,098 h | 3,968 km   | 77        | 170,292 km/h | 15. srpen    |
| 9   | 1994 | Michael Schumacher | Benetton    | Ford       | G    | 1:48:00,185 h | 3,968 km   | 77        | 169,737 km/h | 14. srpen    |
| 10  | 1995 | Damon Hill         | Williams    | Renault    | G    | 1:46:25,721 h | 3,968 km   | 77        | 172,248 km/h | 13. srpen    |
| 11  | 1996 | Jacques Villeneuve | Williams    | Renault    | G    | 1:46:21,134 h | 3,968 km   | 77        | 172,372 km/h | 11. srpen    |
| 12  | 1997 | Jacques Villeneuve | Williams    | Renault    | G    | 1:45:47,149 h | 3,968 km   | 77        | 173,295 km/h | 10. srpen    |
| 13  | 1998 | Michael Schumacher | Ferrari     | Ferrari    | G    | 1:45:25,550 h | 3,972 km   | 77        | 174,062 km/h | 16. srpen    |
| 14  | 1999 | Mika Häkkinen      | McLaren     | Mercedes   | B    | 1:46:23,536 h | 3,972 km   | 77        | 172,481 km/h | 15. srpen    |
| 15  | 2000 | Mika Häkkinen      | McLaren     | Mercedes   | B    | 1:45:33,869 h | 3,975 km   | 77        | 173,965 km/h | 13. srpen    |
| 16  | 2001 | Michael Schumacher | Ferrari     | Ferrari    | B    | 1:41:49,675 h | 3,975 km   | 77        | 180,348 km/h | 19. srpen    |
| 17  | 2002 | Rubens Barrichello | Ferrari     | Ferrari    | B    | 1:41:49,001 h | 3,975 km   | 77        | 180,368 km/h | 18. srpen    |
| 18  | 2003 | Fernando Alonso    | Renault     | Renault    | M    | 1:39:01,460 h | 4,381 km   | 70        | 185,811 km/h | 24. srpen    |
| 19  | 2004 | Michael Schumacher | Ferrari     | Ferrari    | B    | 1:35:26,131 h | 4,381 km   | 70        | 192,802 km/h | 15. srpen    |
| 20  | 2005 | Kimi Räikkönen     | McLaren     | Mercedes   | M    | 1:37:25,552 h | 4,381 km   | 70        | 188,859 km/h | 31. červenec |
| 21  | 2006 | Jenson Button      | Honda       | Honda      | M    | 1:52:20,941 h | 4,381 km   | 70        | 163,773 km/h | 6. srpen     |
| 22  | 2007 | Lewis Hamilton     | McLaren     | Mercedes   | B    | 1:35:52,991 h | 4,381 km   | 70        | 191,898 km/h | 5. srpen     |
| 23  | 2008 | Heikki Kovalainen  | McLaren     | Mercedes   | B    | 1:37:27,067 h | 4,381 km   | 70        | 188,684 km/h | 3. srpen     |
| 24  | 2009 | Lewis Hamilton     | McLaren     | Mercedes   | B    | 1:38:23,876 h | 4,381 km   | 70        | 186,973 km/h | 26. červenec |
| 25  | 2010 | Mark Webber        | Red Bull    | Renault    | B    | 1:41:05,571 h | 4,381 km   | 70        | 181,989 km/h | 1. srpen     |
| 26  | 2011 | Jenson Button      | McLaren     | Mercedes   | P    | 1:46:42,337 h | 4,381 km   | 70        | 172,416 km/h | 31. červenec |
| 27  | 2012 | Lewis Hamilton     | McLaren     | Mercedes   | P    | 1:41:05,503 h | 4,381 km   | 69        | 179,391 km/h | 29. červenec |
| 28  | 2013 | Lewis Hamilton     | Mercedes    | Mercedes   | P    | 1:42:29,445 h | 4,381 km   | 70        | 179,507 km/h | 28. červenec |
| 29  | 2014 | Daniel Ricciardo   | Red Bull    | Renault    | P    | 1:53:05,058 h | 4,381 km   | 70        | 162,691 km/h | 27. červenec |
| 30  | 2015 | Sebastian Vettel   | Ferrari     | Ferrari    | P    | 1:46:09,985 h | 4,381 km   | 69        | 170,816 km/h | 26. červenec |
| 31  | 2016 | Lewis Hamilton     | Mercedes    | Mercedes   | P    | 1:40:30,115 h | 4,381 km   | 70        | 183,059 km/h | 24. červenec |
| 32  | 2017 | Sebastian Vettel   | Ferrari     | Ferrari    | P    | 1:39:46,713 h | 4,381 km   | 70        | 184,386 km/h | 30. červenec |
| 33  | 2018 | Lewis Hamilton     | Mercedes    | Mercedes   | P    | 1:37:16,427 h | 4,381 km   | 70        | 189,668 km/h | 29. červenec |
| 34  | 2019 | Lewis Hamilton     | Mercedes    | Mercedes   | P    | 1:35:03,796 h | 4,381 km   | 70        | 193,532 km/h | 4. srpen     |
| 35  | 2020 | Lewis Hamilton     | Mercedes    | Mercedes   | P    | 1:36:12,473 h | 4,381 km   | 70        | 191,230 km/h | 19. červenec |
| 36  | 2021 | Esteban Ocon       | Alpine      | Renault    | P    | 2:04:43,200 h | 4,381 km   | 70        | 147,512 km/h | 1. srpen     |
| 37  | 2022 | Max Verstappen     | Red Bull    | RBPT       | P    | 1:39:35,912 h | 4,381 km   | 70        | 184,744 km/h | 31. červenec |
| 38  | 2023 | Max Verstappen     | Red Bull    | Honda RBPT | P    | 1:38:08,634 h | 4,381 km   | 70        | 187,478 km/h | 23. červenec |
| 39  | 2024 | Oscar Piastri      | McLaren     | Mercedes   | P    | 1:38:01,989 h | 4,381 km   | 70        | 187,694 km/h | 22. červenec |
| 40  | 2025 | Lando Norris       | McLaren     | Mercedes   | P    | 1:35:21,231 h | 4,381 km   | 70        | 192,968 km/h | 3. srpen     |

## Verze okruhu

Trať od roku 1986
Trať od roku 1989
Trať od roku 2003